# 清净寺
清净寺（閩南語白話字：Chheng-chēng-sī）位于中国福建省泉州市鲤城区涂门街，又称艾苏哈卜大寺（阿拉伯语：‎）、圣教寺、麒麟寺、圣友寺，当地俗称礼拜寺（Lé-pài-sī），讹为马拜寺（Bé-pài-sī），是中国现存最早的阿拉伯建筑风格的清真寺，1961年被列为第一批全国重点文物保护单位。文化大革命期间清净寺和圣墓受到严重损毁，文革后修复。2021年，作为“泉州：宋元中国的世界海洋商贸中心”的组成部分入选世界文化遗产。

## 历史
始建于北宋大中祥符二年（1009年，伊斯兰历400年），元、明多次重修扩建。现存门楼、奉天坛、明善堂等建筑，占地面积2184平方米。门楼南向，高20米，宽6.6米，以辉绿岩和白花岗岩砌筑。楼顶作宣礼台，俗称“望月台”。门楼北面的围墙上嵌有明永乐五年（1407年）的敕谕碑。
根据保存在清真寺中的创始铭文； 清真寺于1310年（伊斯兰历710年）由一位商人 Ahmed bin Muhammad al-Qudsi（又名 Rukn Haji al-Shirazi）进行了翻修。
东侧为祝圣亭，内有元、明重修清净寺碑记两通。西侧为奉天坛，现仅存石构墙体及石柱。明善堂位于奉天坛北侧，始建于明隆庆元年（1567年），现存建筑为清代重建，是中西合璧的礼拜堂。

## 图片
- 门楼及奉天坛外部
- 奉天坛内部
- 明永乐五年敕谕碑
- 明善堂（礼拜堂）
- 新礼拜堂，阿曼苏丹卡布斯出资50万美元于2007年兴建，2009年落成竣工

## 接驳交通
公交站
- 关帝庙站：4路、6路、7路、8路、14路、19路、26路、33路、41路、49路、601路、K202路、K603路

- 府文庙站：4路、6路、14路、19路、21路、25路、26路、33路、41路、601路